# Kelvinscher Wirbelsatz
Der Kelvin’sche Wirbelsatz, Thomson’sche Wirbelsatz oder Kelvin’sche Zirkulationssatz von William Thomson, 1. Baron Kelvin ist eine Aussage der Strömungsmechanik über die Geschwindigkeit in einem barotropen, reibungsfreien Fluid unter dem Einfluss eines  konservativen Schwerefeldes. Wenn es gelingt unter den genannten Voraussetzungen in einer Strömung alle Fluidelemente auf einer geschlossenen Kurve zu markieren und die Zirkulation der Geschwindigkeit entlang dieser mit der Strömung mitschwimmenden Kurve zu ermitteln, dann besagt der Satz, dass die gemessene Zirkulation  für alle Zeiten konstant ist. Diese Zirkulation ist gleich der Intensität der Wirbelröhre mit der von der Kurve umschlossenen Querschnittsfläche. Demnach ist die Intensität einer Wirbelröhre auch zeitunabhängig. Mathematisch schreibt sich der Satz mit der Zirkulation {\displaystyle \Gamma }, dem Geschwindigkeitsfeld {\displaystyle {\vec {v}}}, der materiellen Kurve {\displaystyle b} mit vektoriellem Linienelement {\displaystyle \mathrm {d} {\vec {b}}} mit einem Kurvenintegral:
{\displaystyle \Gamma :=\oint _{b}{\vec {v}}\cdot \mathrm {d} {\vec {b}}\quad \Rightarrow \quad {\dot {\Gamma }}:={\frac {\mathrm {D} \Gamma }{\mathrm {D} t}}=0\,.}
Der Differentialoperator {\displaystyle {\tfrac {\mathrm {D} }{\mathrm {D} t}}} und der aufgesetzte Punkt stehen für die substantielle Zeitableitung.
Die Annahme der Reibungsfreiheit passt abseits von hydrodynamischen Grenzschichten gut zu Strömungen von Fluiden mit niedriger Viskosität. Reibungsfreiheit ist bei realen Gasen bei niedrigen Drücken und hohen Temperaturen eine probate Annahme. Das Schwerefeld der Erde ist ein Beispiel eines konservativen Schwerefeldes. Trotzdem sind die Voraussetzungen in realen Fluiden nur näherungsweise gegeben, so dass die Zirkulation durch die im Satz nicht berücksichtigte Dissipation in Wirklichkeit mit der Zeit abnimmt.
Der Kelvin’sche Wirbelsatz ist zwar historisch nach den Helmholtz’schen Wirbelsätzen formuliert worden, dient aber heute dazu letztere zu beweisen. Auch wenn die Voraussetzungen des Satzes unter realen Verhältnissen nur näherungsweise gegeben sind, können mit den Wirbelsätzen einige bemerkenswerte Eigenschaften von Strömungen erklärt werden.

## Vorbemerkungen
Es wird eine materielle Kurve von Fluidelementen definiert und die Zirkulation der Geschwindigkeit entlang dieser Kurve über die Zeit verfolgt. Es stellt sich heraus, dass die Zeitableitung der Zirkulation in einem barotropen Fluid von zwei rotationsfreien Feldern abhängt. Weil die Zirkulation entlang der Kurve nach dem Satz von Stokes auch aus der Rotation der Felder berechnet werden kann, verschwindet die Zeitableitung der Zirkulation und diese ist mithin über die Zeit konstant.
Die für den Satz benötigte Zeitableitung des Integrals einer Feldgröße entlang eines bewegten Weges und die benötigten Eigenschaften barotroper Fluide werden im  Folgenden bereitgestellt.

## Zeitableitung eines Wegintegrals entlang eines bewegten Weges
Die Zirkulation ist das Kurvenintegral der Geschwindigkeit entlang eines zeitabhängigen Weges. Um die Zeitableitung der Zirkulation berechnen zu können, wird das Analogon des Reynolds’schen Transportsatzes für Kurvenintegrale benötigt. Es gilt:
{\displaystyle {\frac {\mathrm {D} }{\mathrm {D} t}}\oint _{b}{\vec {f}}\cdot \mathrm {d} {\vec {b}}=\oint _{b}({\dot {\vec {f}}}+{\vec {f}}\cdot \operatorname {grad} {\vec {v}})\cdot \mathrm {d} {\vec {b}}=\oint _{b}{\dot {\vec {f}}}\cdot \mathrm {d} {\vec {b}}+\oint _{b}{\vec {f}}\cdot (\mathrm {d} {\vec {b}}\cdot \nabla ){\vec {v}}}
Darin ist
- der Differentialoperator D/Dt und der aufgesetzte Punkt die substantielle Zeitableitung,
- {\displaystyle b\colon [0,1)\mapsto v} die Kurve, entlang derer mit räumlichem, vektoriellem Linienelement {\displaystyle \mathrm {d} {\vec {b}}} integriert wird und die im vom Fluid zur Zeit t eingenommenen Volumen v verläuft,
- {\displaystyle {\vec {f}}} eine vom Fluid transportierte Feldgröße,
- {\displaystyle {\vec {v}}} die Strömungsgeschwindigkeit des Fluides und
- grad der Gradient.

Der Vektorgradient {\displaystyle (\mathrm {d} {\vec {b}}\cdot \nabla ){\vec {v}}} ist eine andere Schreibweise für das Produkt {\displaystyle \operatorname {grad} ({\vec {v}})\cdot \mathrm {d} {\vec {b}}\,.}
| Beweis |
| Gegeben sei eine Kurve {\displaystyle B\colon [0,1)\mapsto V} mit materiellem, vektoriellem Linienelement {\displaystyle \mathrm {d} {\vec {B}}} im vom Fluid zur Zeit t0 eingenommenen Volumen V. Der Zeitpunkt t0 ist der Beginn der Betrachtung und zeitlich fixiert, siehe Bild. Die Fluidelemente, die auf der Kurve B liegen, werden (gedanklich) mit den materiellen Koordinaten {\displaystyle {\vec {X}}} etikettiert, um sie im Fluid eindeutig identifizieren zu können. Die Bewegungsfunktion {\displaystyle {\vec {\chi }}({\vec {X}},t)={\vec {x}}} gibt die räumliche Position {\displaystyle {\vec {x}}} zur Zeit t eines Fluidelementes {\displaystyle {\vec {X}}}. Wie in der Kontinuumsmechanik üblich, kennzeichnen Großbuchstaben materielle und Kleinbuchstaben räumliche Variablen. Zu einem späteren Zeitpunkt t liegen die Fluidelemente auf der Kurve {\displaystyle b\colon [0,1)\mapsto v} mit räumlichem, vektoriellem Linienelement {\displaystyle \mathrm {d} {\vec {b}}} im vom Fluid zur Zeit t eingenommenen Volumen v. Das zu integrierende Feld {\displaystyle {\vec {f}}({\vec {x}},t)={\vec {f}}({\vec {\chi }}({\vec {X}},t),t)=:{\vec {F}}({\vec {X}},t)\,,} liege in räumlicher (links) und materieller Darstellung (rechts) vor. Gesucht wird die Zeitableitung des Kurvenintegrals der Feldgröße {\displaystyle {\vec {f}}} entlang des Weges b, das als Wegintegral entlang des unveränderlichen Weges B ausgedrückt werden kann: {\displaystyle \oint _{b}{\vec {f}}\cdot \mathrm {d} {\vec {b}}=\oint _{B}{\vec {F}}\cdot \mathbf {F} \cdot \mathrm {d} {\vec {B}}\,.} Darin ist {\displaystyle \mathbf {F} } der Deformationsgradient, der die Linienelemente gemäß {\displaystyle \mathbf {F} \cdot \mathrm {d} {\vec {X}}=\mathrm {d} {\vec {x}}} ineinander überführt und mit dem sich mittels {\displaystyle {\dot {\mathbf {F} }}\cdot \mathbf {F} ^{-1}=\operatorname {grad} {\vec {v}}} der räumliche Geschwindigkeitsgradient bildet. Von der obigen Gleichung kann die substantielle Zeitableitung berechnet werden, weil die Kurve B zeitinvariant definiert wurde: {\displaystyle {\frac {\mathrm {D} }{\mathrm {D} t}}\oint _{B}{\vec {F}}\cdot \mathbf {F} \cdot \mathrm {d} {\vec {B}}=\oint _{B}({\dot {\vec {F}}}\cdot \mathbf {F} +{\vec {F}}\cdot {\dot {\mathbf {F} }})\cdot \mathrm {d} {\vec {B}}=\oint _{B}({\dot {\vec {F}}}+{\vec {F}}\cdot \underbrace {{\dot {\mathbf {F} }}\cdot \mathbf {F} ^{-1}} _{=\operatorname {grad} {\vec {v}}})\cdot \underbrace {\mathbf {F} \cdot \mathrm {d} {\vec {B}}} _{=\mathrm {d} {\vec {b}}}\,.} Wenn die Größen wieder räumlich ausgedrückt werden, entsteht der gesuchte Transportsatz: {\displaystyle {\frac {\mathrm {D} }{\mathrm {D} t}}\oint _{b}{\vec {f}}\cdot \mathrm {d} {\vec {b}}=\oint _{b}({\dot {\vec {f}}}+{\vec {f}}\cdot \operatorname {grad} {\vec {v}})\cdot \mathrm {d} {\vec {b}}\,.} |

## Barotrope Fluide
Bei einem barotropen Fluid ist die Dichte eine Funktion allein des Druckes. Dann gibt es eine Funktion P mit der Eigenschaft
{\displaystyle P=\int {\frac {\mathrm {d} p}{\rho (p)}}\quad \Leftrightarrow \quad \mathrm {d} P={\frac {\mathrm {d} p}{\rho (p)}}\quad \Leftrightarrow \quad \operatorname {grad} P={\frac {1}{\rho (p)}}\operatorname {grad} p\,.}
Damit lauten die Euler-Gleichungen in einem  konservativen Schwerefeld {\displaystyle {\vec {k}}=-\operatorname {grad} V} für ein barotropes Fluid:
{\displaystyle {\frac {\partial {\vec {v}}}{\partial t}}+({\vec {v}}\cdot \nabla ){\vec {v}}={\frac {\mathrm {D} {\vec {v}}}{\mathrm {D} t}}={\dot {\vec {v}}}=-{\frac {1}{\rho }}\operatorname {grad} p+{\vec {k}}=-\operatorname {grad} (P+V)\,.}
Als Gradient ist die substantielle Beschleunigung {\displaystyle {\dot {\vec {v}}}} in einem barotropen, reibungsfreien Fluid, das sich in einem konservativen Beschleunigungsfeld bewegt, also rotationsfrei.

## Beweis des Kelvin’schen Wirbelsatzes
Gegeben sei eine geschlossene Kurve {\displaystyle b\colon [0,1)\mapsto v} mit vektoriellem Linienelement {\displaystyle \mathrm {d} {\vec {b}}} im vom Fluid zur Zeit t eingenommenen Volumen v. Dann ist die Zirkulation Γ der Geschwindigkeit {\displaystyle {\vec {v}}} entlang der räumlichen Kurve b das Kurvenintegral
{\displaystyle \Gamma =\oint _{b}{\vec {v}}\cdot \mathrm {d} {\vec {b}}\,.}
Mit dem oben angegebenen Transportsatz für Linienintegrale kann hiervon die substantielle Zeitableitung berechnet werden:
{\displaystyle {\begin{aligned}{\dot {\Gamma }}={\frac {\mathrm {D} }{\mathrm {D} t}}\oint _{b}{\vec {v}}\cdot \mathrm {d} {\vec {b}}=\oint _{b}({\dot {\vec {v}}}+{\vec {v}}\cdot \operatorname {grad} {\vec {v}})\cdot \mathrm {d} {\vec {b}}=\oint _{b}\left({\dot {\vec {v}}}+{\frac {1}{2}}\operatorname {grad} ({\vec {v}}\cdot {\vec {v}})\right)\cdot \mathrm {d} {\vec {b}}\,,\end{aligned}}}
denn nach der Produktregel ist
{\displaystyle \sum _{i=1}^{3}{\frac {\mathrm {d} (v_{i}v_{i})}{\mathrm {d} x_{j}}}=2\sum _{i=1}^{3}v_{i}{\frac {\mathrm {d} v_{i}}{\mathrm {d} x_{j}}}\quad {\text{für}}\,j=1,2,3\quad \Leftrightarrow \quad \operatorname {grad} ({\vec {v}}\cdot {\vec {v}})=2{\vec {v}}\cdot \operatorname {grad} ({\vec {v}})\,.}
Nach dem Satz von Stokes kann die Zeitableitung der Zirkulation auch als Flächenintegral der Rotation des Integranden über eine von der Kurve b berandete, ansonsten aber beliebige Fläche a und ihrem vektoriellen Oberflächenelement {\displaystyle \mathrm {d} {\vec {a}}} gemäß
{\displaystyle {\dot {\Gamma }}=\oint _{b}\left({\dot {\vec {v}}}+{\frac {1}{2}}\operatorname {grad} ({\vec {v}}\cdot {\vec {v}})\right)\cdot \mathrm {d} {\vec {b}}=\int _{a}\operatorname {rot} \left({\dot {\vec {v}}}+{\frac {1}{2}}\operatorname {grad} ({\vec {v}}\cdot {\vec {v}})\right)\cdot \mathrm {d} {\vec {a}}=\int _{a}\operatorname {rot} ({\dot {\vec {v}}})\cdot \mathrm {d} {\vec {a}}}
berechnet werden. Die Zirkulation ist folglich genau dann konstant, wenn die substantielle Beschleunigung {\displaystyle {\dot {\vec {v}}}} rotationsfrei ist. Diese Aussage wird auch allgemeiner Thomson’scher Wirbelsatz genannt. Weil die  substantielle Beschleunigung in einem reibungsfreien, barotropen Fluid, das sich unter dem Einfluss eines konservativen Schwerefeldes bewegt, als Gradientenfeld, wie oben gezeigt, tatsächlich rotationsfrei ist, folgt die eingangs formulierte, spezielle Aussage.